# 聖約瑟青年營 (亞利桑那州)
聖約瑟青年營（英語：Saint Joseph Youth）是位於美國亞利桑那州可可尼諾縣的一個非建制地區。該地的面積和人口皆未知。

## 地理
聖約瑟青年營的座標為34°56′45″N 111°39′58″W / 34.94583°N 111.66611°W，而該地的平均海拔高度為2190米（即7185英尺）。